# Vasselay
Vasselay é uma comuna francesa na região administrativa do Centro, no departamento Cher. Estende-se por uma área de 20,4 km². Em 2010 a comuna tinha 1 507 habitantes (densidade: 73,9 hab./km²).